# Pamela Tajonar
Pamela Tajonar Alonso (Cuernavaca, Morelos, México, 2 de diciembre de 1984) es una futbolista mexicana que juega como portera en Rayadas de Monterrey de la Liga MX Femenil .

## Clubes
| Club               | País    | Año         |
| ------------------ | ------- | ----------- |
| Club Alianza       | México  | 2002 - 2003 |
| Puebla             | México  | 2003 - 2010 |
| C.A. Málaga        | España  | 2010 - 2011 |
| FC Rosengård       | Suecia  | 2011        |
| Levante Las Planas | España  | 2012 - 2013 |
| C.A. Málaga        | España  | 2013 - 2014 |
| Sevilla F. C.      | España  | 2014 - 2018 |
| F. C. Barcelona    | España  | 2018 - 2020 |
| EDF Logroño        | España  | 2020 - 2021 |
| Villareal C.F.     | España  | 2021 - 2022 |
| Celtic             | Escocia | 2022 - 2023 |
| Rayadas            | México  | 2023- 2025  |

## Palmarés
| Club            | País   | Año           |
| --------------- | ------ | ------------- |
| FC Rosengård    | Suecia | 2011          |
| C. F. Monterrey | México | Clausura 2024 |
| C. F. Monterrey | México | Apertura 2024 |